# Theridion ampascachi
Theridion ampascachi är en spindelart som beskrevs av Cândido Firmino de Mello-Leitão 1941. 
Theridion ampascachi ingår i släktet Theridion och familjen klotspindlar. Inga underarter finns listade i Catalogue of Life.